# Santi Orúe
Santiago Orue Cosgaya (Vitoria, 2 de septiembre de 1964) es un dibujante y guionista vasco. Ha publicado en fanzines y revistas minoritarias, pero es más conocido por su faceta de humorista gráfico en la revista satírica El Jueves y hasta noviembre de 2018 el fanzine TMEO de dónde se despidió por discrepancias en la línea editorial.
En dichas publicaciones, además de colaborar con sus tiras cómicas, se dedicó también a la elaboración de portadas y contraportadas. En TMEO publicó varios álbumes. En colaboración con Ata y Mauro Entrialgo guionizó el libro de humor gráfico "Cómo convertirse en un hijo de puta".
También es el autor de dos obras de teatro: "Se empieza por los porros"(cuyo texto, en colaboración con Mauro Entrialgo, se recoge en el libro "Mucho teatro") y "Hablar es de bobos".
Durante un año dibujó una tira humorística sobre deportes para el diario Público, y hasta finales de octubre de 2022 colaboró semanalmente para la revista "El Jueves" publicando fotomontajes de carteles cinematográficos en la sección "Juevlix". También dibujo una página durante un año en la etapa final de ”El Víbora”.  A partir de octubre de 2022, ha pasado a realizar una tira diariamente en "La Gaceta de la Iberosfera".

## Álbumes publicados
- Seamos objetivos. 1995, Ezten Kultur Taldea
- El maravilloso mundo de S. Orue. 2010, Ezten Kultur Taldea
- Eres un enfermo del Photoshop. 2007, Ezten Kultur Taldea
- Qué buenos son los buenos y qué malos son los malos. 2010, Ezten Kultur Taldea